# Noah Ogle Place
 (juillet 2020).
Pour les articles homonymes, voir Ogle.
La Noah Ogle Place — ou Bud Ogle Farm — est un district historique américain situé dans le comté de Sevier, dans le Tennessee. Protégée au sein du parc national des Great Smoky Mountains, elle est inscrite au Registre national des lieux historiques sous le nom de Junglebrook Historic District depuis le 23 novembre 1977.